# Kamil Stoch
Kamil Wiktor Stoch (Zakopane, 25 mei 1987) is een Pools schansspringer. Hij behaalde drie olympische titels, een wereldtitel zowel individueel als in teamverband en hij won drie keer het vierschansentoernooi (waarvan één grand slam), hiermee is hij de succesvolste Poolse skispringer.

## Carrière
Stoch begon met skispringen toen hij acht was. Hij maakte zijn debuut in de wereldbeker reeds als zestienjarige in het seizoen 2003/2004. Bij zijn eerste wedstrijd op zijn thuisschans in Zakopane werd hij 49e. Zijn eerste toptienplaats in een wereldbekerwedstrijd haalde Stoch in 2005, toen hij in Pragelato 7e werd. In 2006 nam Stoch voor de eerste keer deel aan de Olympische Winterspelen. Hij eindigde 16e op de normale schans en 26e op de grote schans. Met het Poolse team eindigde hij 5e in de landenwedstrijd op de grote schans. Op 3 oktober 2007 behaalde Stoch zijn eerste overwinning in een Grand Prix-wedstrijd door winst in Oberhof.
Bij de wereldkampioenschappen schansspringen 2009 in Liberec eindigde hij op de vierde plaats op de normale schans en in de landenwedstrijd op de grote schans. Ook in 2010 nam Stoch deel aan de Olympische Winterspelen. Ditmaal eindigde hij 27e op de normale schans, 14e op de grote schans en 6e in de landenwedstrijd op de grote schans. In de zomer van 2010 eindigde Stoch 2e in de eindstand van de Grand Prix schansspringen 2010. In 2011 won hij in datzelfde Zakopane zijn eerste wereldbekerwedstrijd. Datzelfde seizoen eindigde hij 10e in de eindstand van de wereldbeker. Later dat jaar werd hij opnieuw 2e in de Grand Prix schansspringen.
Stoch werd derde in de eindstand van de Wereldbeker schansspringen 2012/2013. Op de wereldkampioenschappen schansspringen 2013 in Val di Fiemme werd Stoch wereldkampioen op de grote schans. In de landenwedstrijd op de grote schans won hij met zijn landgenoten de bronzen medaille.
Bij het schansspringen op de Olympische Winterspelen 2014 in het Russische Sotsji won Stoch de gouden medaille op zowel de normale als de grote schans. Hij werd ook eindwinnaar van de Wereldbeker schansspringen 2013/2014.
In de wereldbeker van 2016-2017 wist Stoch zijn fraaiste resultaat tot dan toe uit zijn carrière te behalen: hij won het Vierschansentoernooi met één zege op de Paul Ausserleitnerschans te Bischofshofen. In het seizoen 2017-2018 overtrof hij dit resultaat door wederom het Vierschansentoernooi te winnen, maar dit keer met zeges op alle vier de schansen. De enige schansspringer die dit eerder had gepresteerd was de Duitser Sven Hannawald.
Dankzij deze goede resultaten was Stoch één de favorieten op de Olympische Winterspelen 2018 in Pyeongchang. In het openingsnummer op de normale schans kon hij zijn favorietenrol echter niet waarmaken en moest hij tevreden zijn met de vierde plaats. Op de grote schans won hij wel de gouden medaille.

## Belangrijkste resultaten

### Olympische Winterspelen
| Jaar | Plaats      | Resultaten                                                          |
| ---- | ----------- | ------------------------------------------------------------------- |
| 2006 | Turijn      | 16e normale schans 26e grote schans 5e landenwedstrijd grote schans |
| 2010 | Vancouver   | 27e normale schans 14e grote schans 6e landenwedstrijd grote schans |
| 2014 | Sotsji      | normale schans · grote schans · 4e landenwedstrijd grote schans     |
| 2018 | Pyeongchang | 4e normale schans · grote schans · landenwedstrijd grote schans     |

### Wereldkampioenschappen schansspringen

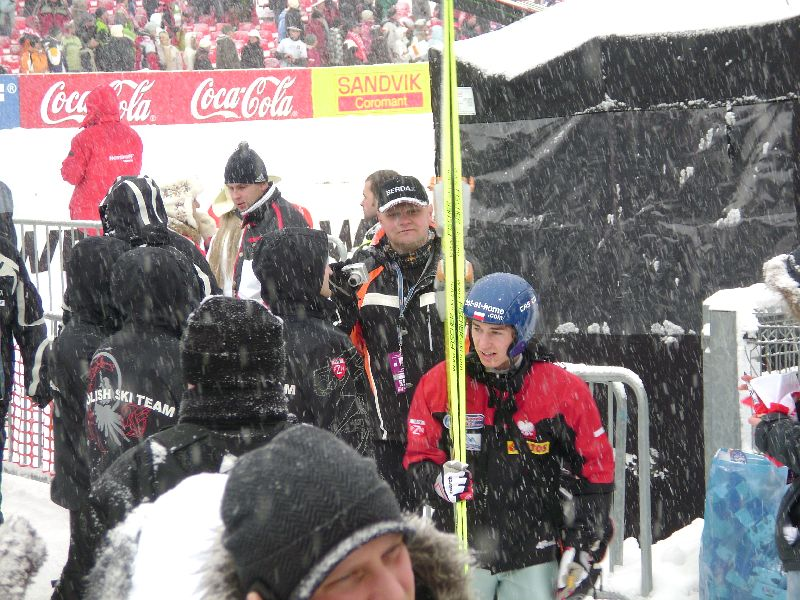
Kamil Stoch bij de wereldbekerwedstrijd in Zakopane 2008

| Jaar | Plaats        | Resultaten                                                                                           |
| ---- | ------------- | --- |
| 2005 | Oberstdorf    | 37e grote schans 6e landenwedstrijd normale schans 9e landenwedstrijd grote schans                   |
| 2007 | Sapporo       | 11e normale schans 13e grote schans 5e landenwedstrijd grote schans                                  |
| 2009 | Liberec       | 4e normale schans 24e grote schans 4e landenwedstrijd grote schans                                   |
| 2011 | Oslo          | 6e normale schans 19e grote schans 4e landenwedstrijd normale schans 5e landenwedstrijd grote schans |
| 2013 | Val di Fiemme | 8e normale schans · grote schans · landenwedstrijd grote schans                                      |
| 2015 | Falun         | 17e HS100 · 12e HS134 · Team HS134                                                                   |
| 2017 | Lahti         | 4e HS100 · 7e HS130 · Team HS134                                                                     |
| 2019 | Seefeld       | HS109 · 6e Team HS109 · 4e Team HS130                                                                |

### Wereldkampioenschappen skivliegen
| Jaar | Plaats                   | Resultaten                                    |
| ---- | ------------------------ | --------------------------------------------- |
| 2006 | Kulm                     | 35e individuele wedstrijd 9e landenwedstrijd  |
| 2008 | Oberstdorf               | 34e individuele wedstrijd 10e landenwedstrijd |
| 2010 | Planica                  | 16e individuele wedstrijd 4e landenwedstrijd  |
| 2012 | Vikersund                | 10e individuele wedstrijd 7e landenwedstrijd  |
| 2014 | Harrachov                | 5e individuele wedstrijd                      |
| 2016 | Tauplitz/Bad Mitterndorf | 5e landenwedstrijd                            |
| 2018 | Oberstdorf               | Individuele wedstrijd · Landenwedstrijd       |

### Wereldkampioenschappen junioren
| Jaar | Plaats    | Resultaten                                          |
| ---- | --------- | --------------------------------------------------- |
| 2003 | Solleftea | 26 normale schans 6e landenwedstrijd normale schans |
| 2004 | Stryn     | 16e normale schans · landenwedstrijd normale schans |
| 2005 | Rovaniemi | 8e normale schans · landenwedstrijd normale schans  |

### Wereldbeker
Eindklasseringen
| Seizoen   | Algm   | SV     | 4S   | NT  | RAW    |
| --------- | ------ | ------ | ---- | --- | ------ |
| 2004/2005 | 53e    |        | –    | 54e |        |
| 2005/2006 | 45e    |        | 34e  | 38e |        |
| 2006/2007 | 30e    |        | 15e  | 21e |        |
| 2007/2008 | 30e    |        | 21e  | 36e |        |
| 2008/2009 | 30e    | 22e    | 36e  | 55e |        |
| 2009/2010 | 24e    | –      | 30e  | 15e |        |
| 2010/2011 | 10e    | 9e     | 15e  |     |        |
| 2011/2012 | 5e     | 6e     | 8e   |     |        |
| 2012/2013 | Brons  | 9e     | 4e   |     |        |
| 2013/2014 | Goud   | 7e     | 7e   |     |        |
| 2014/2015 | 9e     | 16e    | 10e  |     |        |
| 2015/2016 | 22e    | 23e    | 19e  |     |        |
| 2016/2017 | Zilver | Brons  | Goud |     | Zilver |
| 2017/2018 | Goud   | Zilver | Goud |     | Goud   |
| 2018/2019 | Brons  | 7e     | 6e   |     | 9e     |
| 2019/2020 | 5e     | 6e     | 13e  |     | Goud   |

Wereldbekerzeges
| Datum             | Plaats                 | Schans      |
| Individueel       | Individueel            | Individueel |
| ----------------- | ---------------------- | ----------- |
| 23 januari 2011   | Zakopane               | HS134       |
| 2 februari 2011   | Klingenthal            | HS140       |
| 20 maart 2011     | Planica                | HS215       |
| 20 januari 2012   | Zakopane               | HS134       |
| 5 februari 2012   | Val di Fiemme          | HS134       |
| 12 maart 2013     | Kuopio                 | HS127       |
| 15 maart 2013     | Trondheim              | HS140       |
| 15 december 2013  | Titisee-Neustadt       | HS142       |
| 22 december 2013  | Engelberg              | HS137       |
| 1 februari 2014   | Willingen              | HS145       |
| 2 februari 2014   | Willingen              | HS145       |
| 2 maart 2014      | Lahti                  | HS130       |
| 4 maart 2014      | Kuopio                 | HS127       |
| 18 januari 2015   | Zakopane               | HS134       |
| 30 januari 2015   | Willingen              | HS145       |
| 11 december 2016  | Lillehammer            | HS138       |
| 11 januari 2017   | Bischofshofen          | HS142       |
| 14 januari 2017   | Wisla                  | HS134       |
| 15 januari 2017   | Wisla                  | HS134       |
| 22 januari 2017   | Zakopane               | HS134       |
| 12 februari 2017  | Sapporo                | HS134       |
| 19 maart 2017     | Vikersund              | HS225       |
| 30 december 2017  | Oberstdorf             | HS137       |
| 1 januari 2018    | Garmisch-Partenkirchen | HS140       |
| 4 januari 2018    | Innsbruck              | HS130       |
| 6 januari 2018    | Bischofshofen          | HS140       |
| 4 maart 2018      | Lahti                  | HS130       |
| 13 maart 2018     | Lillehammer            | HS140       |
| 15 maart 2018     | Trondheim              | HS138       |
| 23 maart 2018     | Planica                | HS240       |
| 25 maart 2018     | Planica                | HS240       |
| 3 februari 2019   | Oberstdorf             | HS235       |
| 10 februari 2019  | Lahti                  | HS130       |
| 21 december 2019  | Engelberg              | HS140       |
| 26 januari 2020   | Zakopane               | HS140       |
| 10 maart 2020     | Lillehammer            | HS140       |
| 3 januari 2021    | Innsbruck              | HS128       |
| 6 januari 2021    | Bischofshofen          | HS142       |
| 9 januari 2021    | Titisee-Neustadt       | HS142       |
| Landenwedstrijden |                        |             |
| 3 december 2016   | Klingenthal            | HS140       |
| 28 januari 2017   | Willingen              | HS145       |
| 27 januari 2018   | Zakopane               | HS134       |
| 17 november 2018  | Wisła                  | HS134       |
| 15 februari 2019  | Willingen              | HS145       |
| 23 maart 2019     | Planica                | HS240       |
| 14 december 2019  | Klingenthal            | HS140       |

### Grand Prix
Eindklasseringen
| Jaar | Plaats |
| ---- | ------ |
| 2005 | 11e    |
| 2006 | 37e    |
| 2007 | 12e    |
| 2009 | 32e    |
| 2010 | Zilver |
| 2011 | Zilver |
| 2012 | 25e    |
| 2013 | 9e     |
| 2014 | 16e    |
| 2015 | 9e     |
| 2016 | Brons  |
| 2017 | 26e    |
| 2018 | 4e     |
| 2019 | 15e    |

Grand Prix-zeges
| Datum            | Plaats       | Schans                |
| ---------------- | ------------ | --------------------- |
| 3 oktober 2007   | Oberhof      | HS140                 |
| 21 augustus 2010 | Wisla        | HS134                 |
| 29 augustus 2010 | Hakuba       | HS131                 |
| 3 oktober 2010   | Klingenthal  | HS140                 |
| 14 augustus 2011 | Einsiedeln   | HS117                 |
| 3 oktober 2011   | Klingenthal  | HS140                 |
| 2 augustus 2013  | Wisla        | HS134 (teamwedstrijd) |
| 17 augustus 2013 | Einsiedeln   | HS117                 |
| 25 juli 2014     | Wisla        | HS134 (teamwedstrijd) |
| 31 juli 2015     | Wisla        | HS134 (teamwedstrijd) |
| 14 juli 2017     | Wisla        | HS134 (teamwedstrijd) |
| 21 juli 2018     | Wisła        | HS134 (teamwedstrijd) |
| 22 juli 2018     | Wisła        | HS134                 |
| 28 juli 2018     | Hinterzarten | HS108                 |
| 4 augustus 2018  | Einsiedeln   | HS117                 |
| 18 augustus 2019 | Zakopane     | HS140 (teamwedstrijd) |
| 20 juli 2019     | Wisła        | HS134 (teamwedstrijd) |